# داویده براماتی
داویده براماتی (ایتالیایی: Davide Bramati؛ زادهٔ ۲۸ ژوئن ۱۹۶۸) دوچرخه‌سوار اهل ایتالیا است.